# ソン・オンシク
ソン・オンシク（Song Un Sik、1985年6月16日 - ）は、韓国の男性総合格闘家。大邱出身。大邱異種格闘技アカデミー所属。2006年10月から、リングネームをトルネード・ソンに改名。
柔術がバックボーン。キックボクサーとのキックルールの試合で勝利し、「打撃家を倒す柔術家」として頭角を現した。ムエタイも練習し、ボクシングの全国大会でも優勝している等、打撃も強い選手である。

## 来歴
2005年11月5日、HERO'S 2005 in SEOULにて浅野倫久と対戦し、腕ひしぎ十字固めで一本勝ち。
2006年4月29日、MARS初参戦となったMARS WORLD FIGHTING GP in SEOULでジェイソン・ワイルドチャイルドと対戦し、三角絞めで一本勝ち。
2006年5月13日、MARS WORLD FIGHTING GP in 幕張で矢野卓見と対戦し、3-0の判定勝ち。
2006年8月26日、MARS 04で熊谷真尚と対戦し、2RTKO勝ち。
2006年10月4日、MARS bodogFIGHT 01でマテウス・ラーデスマキと対戦、1R3分38秒チョークスリーパーで一本勝ち。この試合からリングネームをトルネード・ソンに改名した。
2007年4月15日、MARS 07のメインイベントで杉内勇と対戦し、3-0の判定勝ち。
2007年7月20日、MARS 08で梶田高裕と対戦し、三角絞めで一本勝ち。デビュー以来7連勝となったが、兵役を遅らせながら格闘家生活を送ることにも限界があり、この試合後に2年間の兵役に就いた。
2010年4月10日、2年8か月ぶりの復帰戦となったGRACHAN 4で上田厚志と対戦し、3-0の判定勝ち。デビュー以来8連勝となった。
2010年6月6日、DEEP CAGE IMPACT 2010 in OSAKAで岸本泰昭と対戦し、0-3の判定負け。9戦目にして初黒星となった。
2010年10月3日、GLADIATOR 10 "KOK"でTOSHIと対戦し、タオル投入によるTKO負けを喫した。

## 戦績
| 総合格闘技 戦績 | 総合格闘技 戦績 | 総合格闘技 戦績 | 総合格闘技 戦績 | 総合格闘技 戦績 | 総合格闘技 戦績 | 総合格闘技 戦績 |
| --------------- | --------------- | --------------- | --------------- | --------------- | --------------- | --------------- |
| 12 試合         | (T)KO           | 一本            | 判定            | その他          | 引き分け        | 無効試合        |
| 9 勝            | 2               | 4               | 3               | 0               | 0               | 0               |
| 3 敗            | 2               | 0               | 1               | 0               | 0               | 0               |

| 勝敗 | 対戦相手                       | 試合結果                   | 大会名                          | 開催年月日     |
| ×    | ロブ・ヒル                     | 1R 3:18 TKO（パンチ）      | Legend Fighting Championship 6  | 2011年10月30日 |
| ×    | TOSHI                          | 1R 3:36 TKO（タオル投入）  | GLADIATOR 10 "KOK"              | 2010年10月3日  |
| ○    | 朝日勇樹                       | 1R 0:54 TKO（膝蹴り連打）  | GLADIATOR 8                     | 2010年7月24日  |
| ×    | 岸本泰昭                       | 5分2R終了 判定0-3          | DEEP CAGE IMPACT 2010 in OSAKA  | 2010年6月6日   |
| ○    | 上田厚志                       | 5分2R終了 判定3-0          | GRACHAN 4                       | 2010年4月10日  |
| ○    | 梶田高裕                       | 1R 2:56 三角絞め           | MARS 08 "BURNING RED"           | 2007年7月20日  |
| ○    | 杉内勇                         | 5分3R終了 判定3-0          | MARS 07 "TORNADO RETURNS"       | 2007年4月15日  |
| ○    | マテウス・ラーデスマキ         | 1R 3:38 チョークスリーパー | MARS bodogFIGHT 01              | 2006年10月4日  |
| ○    | 熊谷真尚                       | 2R 3:26 TKO（鼻の骨折）    | MARS in 両国国技館 〜NEW DEAL〜 | 2006年8月26日  |
| ○    | 矢野卓見                       | 5分2R終了 判定3-0          | MARS WORLD FIGHTING GP in 幕張  | 2006年5月13日  |
| ○    | ジェイソン・ワイルドチャイルド | 2R 0:39 三角絞め           | MARS WORLD FIGHTING GP in SEOUL | 2006年4月29日  |
| ○    | 浅野倫久                       | 1R 3:40 腕ひしぎ十字固め   | HERO'S 2005 in SEOUL            | 2005年11月5日  |

## 獲得タイトル
- 全韓柔術選手権 個人優勝（2004年）
- グラップリング大会「The Grap」 個人優勝（2005年）
- 全韓柔術選手権 65kg以下級 優勝（2005年）